# Живица (Свердловская область)
Живица — упразднённый посёлок в Талицком районе Свердловской области, Россия.

## Географическое положение
Посёлок Живица муниципального образования «Талицкий городской округ» Свердловской области находился в северо-восточной части района, недалеко от границы с соседним Байкаловским районом, примерно в 7 километрах севернее деревни Зобнина.

## История
Возник как посёлок химлесхоза в 1930-х годах. 22 ноября 1966 года посёлок химлесхоза переименован в посёлок Живица
11.10.1972 посёлок Живица (тогда Балаирского сельсовета) был упразднён, но 29.03.1978 вновь включён в учётные данные, как возродившийся (в составе Кузнецовского сельсовета). 31.03.1987 вновь упразднён.